# Thalassophis anomalus
Genre
Espèce
Synonymes
- Thalassophis anomala Schmidt, 1852

Statut de conservation UICN

 DD  : Données insuffisantes
Thalassophis anomalus, unique représentant du genre Thalassophis, est une espèce de serpents de la famille des Elapidae.

## Répartition
Cette espèce marine se rencontre dans la mer de Chine méridionale et la mer de Java dans les eaux de la Malaisie, de la Thaïlande, du Viêt Nam et de l'Indonésie.

## Description
Il s'agit d'un serpent marin venimeux.

## Publication originale
- Schmidt, 1852 : Beiträge zur ferneren Kenntniss der Meerschlangen. Abhandlungen aus dem Gebiete der Naturwissenschaften, Hamburg, vol. 2, n. 2, p. 69-86 (texte intégral).